# حس مشترك (فلسفة)
الحس المشترك هو القوة التي ترتسم فيها صور الجزئيات المحسوسة، فالحواس الخمسة الظاهرة، كالجواسيس لها، فتطلع عليها النفس من ثمة فتدركها. ومحله مقدم التجويف الأول من الدماغ، كأنها عين تتشعب منها خمسة أنهار.